# 菲比尋常
菲比尋常是香港歌手王菲的第四次個人大型巡迴演唱會。此次巡演於2003年12月在香港紅磡體育館起跑，歷時13個月，是王菲暫別演藝圈前最後一次巡演。

## 簡介
2003年底，王菲於香港紅磡體育館連開8場「菲比尋常」演唱會，隨後2004年至2005年在馬來西亞、上海、新加坡、西安、北京、杭州、廣州及台北召開亞洲巡迴同名演唱會，16場演唱會的觀看人次高達48萬。

## 場次信息
| 日期           | 城市   | 國家           | 場館             |
| -------------- | ------ | -------------- | ---------------- |
| 2003年12月20日 | 香港   | 香港特別行政區 | 紅磡體育館       |
| 2003年12月21日 | 香港   | 香港特別行政區 | 紅磡體育館       |
| 2003年12月22日 | 香港   | 香港特別行政區 | 紅磡體育館       |
| 2003年12月23日 | 香港   | 香港特別行政區 | 紅磡體育館       |
| 2003年12月24日 | 香港   | 香港特別行政區 | 紅磡體育館       |
| 2003年12月25日 | 香港   | 香港特別行政區 | 紅磡體育館       |
| 2003年12月26日 | 香港   | 香港特別行政區 | 紅磡體育館       |
| 2003年12月27日 | 香港   | 香港特別行政區 | 紅磡體育館       |
| 2004年4月23日  | 吉隆坡 | 马来西亚       | 默迪卡體育場     |
| 2004年5月21日  | 上海   | 中华人民共和国 | 虹口體育場       |
| 2004年6月2日   | 新加坡 | 新加坡         | 新加坡室內體育館 |
| 2004年6月18日  | 西安   | 中华人民共和国 | 陕西省体育场     |
| 2004年8月28日  | 北京   | 中华人民共和国 | 工人體育場       |
| 2004年9月30日  | 杭州   | 中华人民共和国 | 黃龍體育場       |
| 2004年11月27日 | 台北   | 中華民國       | 台北市立體育場   |
| 2005年1月8日   | 廣州   | 中华人民共和国 | 天河體育場       |

## 演出曲目
1. 天空
2. 誓言
3. Medley：純情/背影/夢中人
4. 流浪的紅舞鞋
5. 我願意
6. Medley：假如我是真的/只願為你守著約/但願人長久
7. 新房客
8. 香奈兒
9. 將愛
10. 开到荼蘼
11. 償還/紅豆
12. 暗湧
13. 光之翼
14. 悶
15. Heart of Glass
16. Unplugged：旋木/只愛陌生人/The Look of Love
17. 如風
18. 愛與痛的邊緣
19. 精彩
20. Medley：尾班車/静夜的单簧管/守時
21. 約定
22. 給自己的情書
23. 冷戰
24. 人間

1. 天空
2. 陽寶
3. Medley：天使/掙脫
4. 流浪的紅舞鞋
5. 我願意
6. Medley：假如我是真的/只願為你守著約/但願人長久
7. 新房客
8. 香奈兒
9. 將愛
10. 开到荼蘼
11. 臉
12. 紅豆
13. 暗湧（台北站為“矜持”）
14. 光之翼
15. 再見螢火蟲
16. 悶
17. Unplugged：旋木/只愛陌生人/The Look of Love
18. 流星
19. 精彩
20. 催眠
21. 那些花兒（台北站為“眷戀”）
22. 當時的月亮
23. 你喜歡不如我喜歡
24. 笑忘書
25. 冷戰
26. 人間